# Arquitectura mudéjar de Aragón

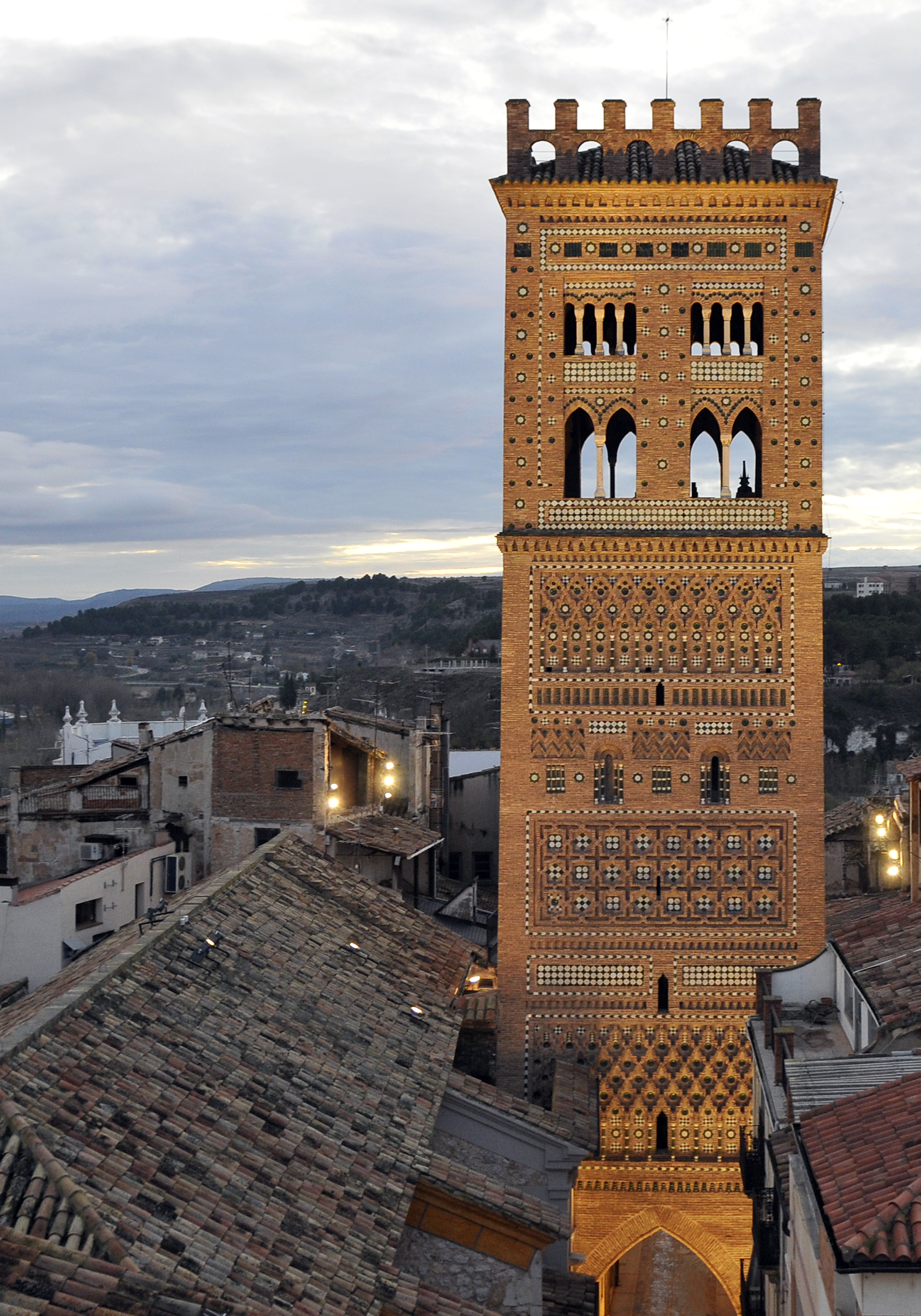
Torre mudéjar de El Salvador de Teruel.

La arquitectura mudéjar aragonesa es una corriente estética dentro del arte mudéjar que tiene su centro en Aragón (España) y que ha sido reconocida en algunos edificios representativos como Patrimonio de la Humanidad por la Organización de las Naciones Unidas para la Educación, la Ciencia y la Cultura (Unesco, en su acrónimo en inglés).
La cronología del mudéjar aragonés ocupa del siglo XII al siglo XVII e incluye más de un centenar de monumentos arquitectónicos situados, predominantemente, en los valles del Ebro, Jalón y Jiloca, donde fue numerosa la población de mudéjares y moriscos, que mantuvieron sus talleres y tradiciones artesanales, y escaseó la piedra como material constructivo.
Las primeras manifestaciones del mudéjar aragonés tienen dos orígenes: una arquitectura palaciega vinculada a la monarquía, que reforma y amplía el Palacio de la Aljafería manteniendo la tradición ornamental islámica y alarifes musulmanes y una arquitectura popular que enlaza con el románico que deja de construir en aparejo de sillería y comienza a elaborar sus construcciones en ladrillo dispuesto en muchas ocasiones en tracerías ornamentales de raigambre hispanomusulmana, lo que puede observarse en iglesias de Daroca que, siendo iniciadas en piedra, se remataron en el siglo XIII con paños mudéjares de ladrillo.
El mudéjar arquitectónico en Aragón adopta esquemas funcionales preferentemente del gótico cisterciense, aunque con algunas diferencias. Desaparecen en muchas ocasiones los contrafuertes, sobre todo en los ábsides, que adoptan así una característica planta octogonal, con muros anchos que permiten sujetar los empujes y dar espacio a las decoraciones de ladrillo resaltado. En los lados de las naves los contrafuertes —muchas veces rematados en torrecillas, como sucede en el Pilar mudéjar— acaban generando capillas y no se aprecian al exterior. Es usual la existencia de iglesias de barrios (como el de San Pablo de Zaragoza) o núcleos urbanos pequeños que constan de una sola nave, y son las capillas situadas entre los contrafuertes las que dotan al templo de una cantidad de espacios de culto mayor. Por otro lado, es frecuente que sobre estas capillas laterales se encuentre una galería cerrada o ándito, con ventanas al exterior e interior del templo. Esta constitución recibe el nombre de iglesias-fortaleza, y su prototipo podría ser la iglesia de Montalbán.
Es característico el extraordinario desarrollo ornamental que muestran las torres campanario, cuya estructura es heredada del alminar islámico: planta cuadrangular con machón central entre cuyos espacios se cubren unas escaleras por medio de bóvedas de aproximación, como sucede en los alminares almohades. Sobre este cuerpo se sitúa el campanario, normalmente poligonal. También existen ejemplos de torres de planta octogonal.

## Patrimonio de la Humanidad

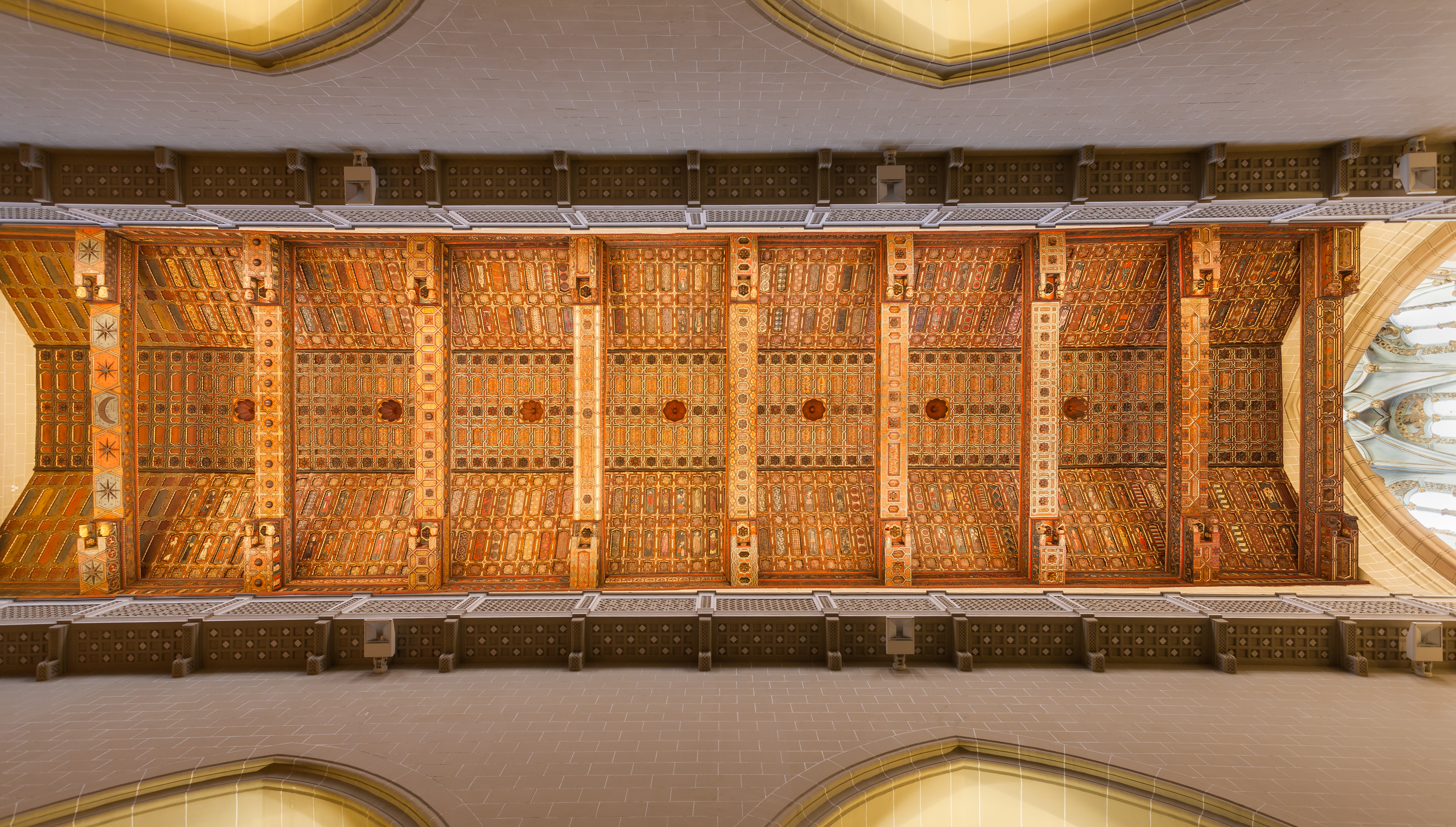
Techumbre mudéjar de la Catedral de Teruel.

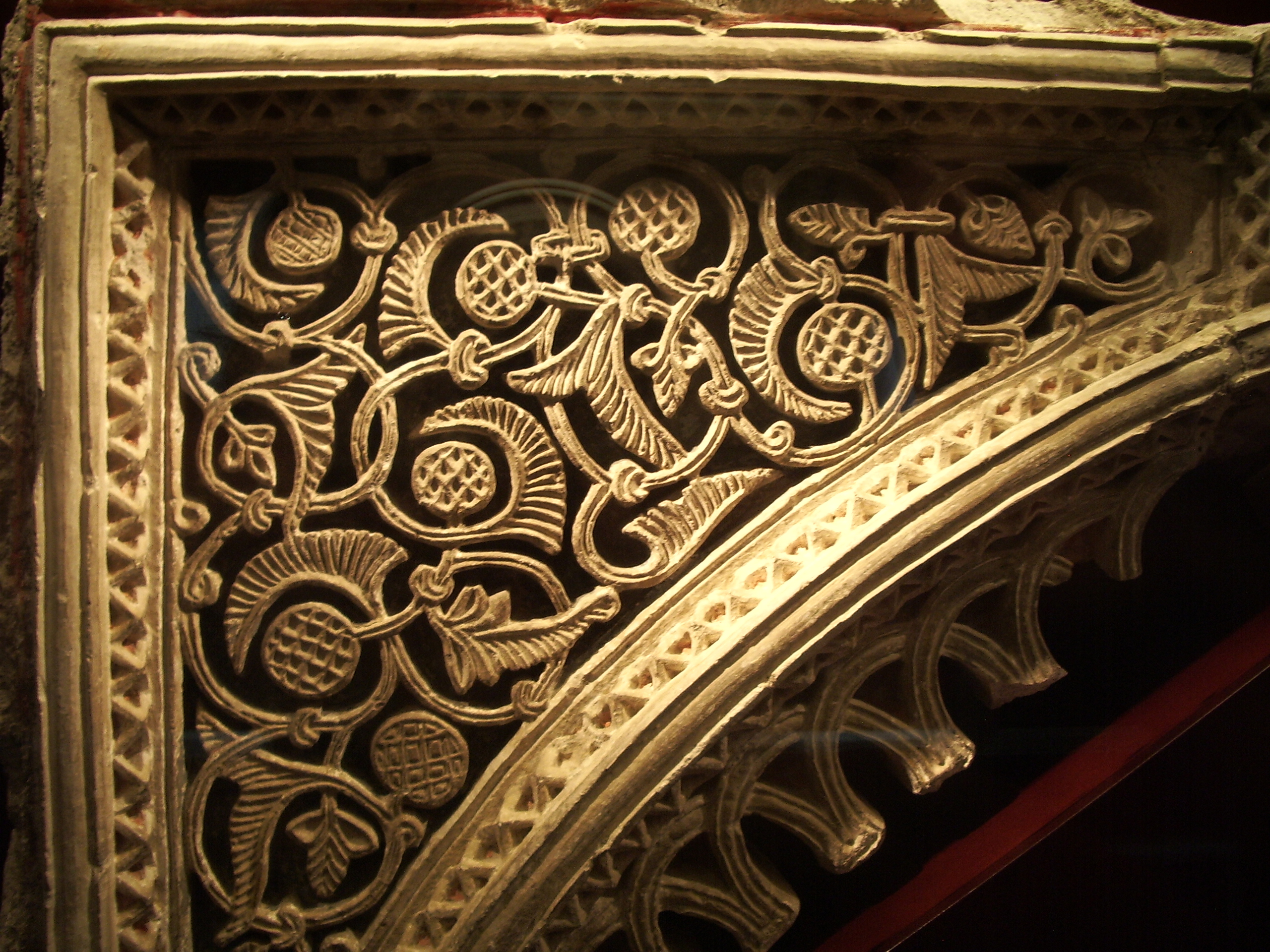
Alfiz y enjuta mudéjares del siglo XIV. Palacio de Pedro IV de La Aljafería.

En 1986, la Unesco declaró Patrimonio de la Humanidad al conjunto mudéjar de Teruel; en 2001, se extendió a otros nuevos sitios mudéjares aragoneses de Zaragoza y su provincia. La justificación de la declaración está sustentada en el criterio IV de la misma organización:

Criterio IV. Por ser un ejemplo excepcional de un tipo de edificio, conjunto arquitectónico o tecnológico o paisaje que ilustra un periodo significativo en historia humana.
Criterios de selección (UNESCO, Patrimonio de la Humanidad).

La descripción de su importancia figuraba consignada inicialmente en 2001 como:

El desarrollo en el siglo XII del arte Mudéjar en Aragón es consecuencia de las condiciones políticas, sociales y culturales particulares que prevalecieron en España después del Reconquista. Este arte, influido por la tradición islámica, refleja también los varios estilos europeos contemporáneos, particularmente el gótico. Presente hasta el inicio del siglo XVII, está caracterizado por un uso extremadamente refinado e inventivo del ladrillo y de azulejos esmaltados en arquitectura, especialmente en los campanarios de iglesias.
Declaración del Mudéjar Aragonés en la página oficial de la UNESCO.

y ahora (nov. 2019) como:

La aparición del arte mudéjar en Aragón, hacia el siglo XII, se debió a las peculiares condiciones políticas, sociales y culturales de la España de la Reconquista. Influenciado en parte por el arte islámico, el mudéjar también muestra huellas de las tendencias coetáneas de los estilos arquitectónicos europeos, en particular el gótico. Los monumentos mudéjares —cuya construcción se prolongó hasta principios del siglo XVII— se caracterizan por una utilización sumamente refinada e ingeniosa del ladrillo y la cerámica vidriada, sobre todo en los campanarios.

En total, son 10 los monumentos mudéjares aragoneses incluidos expresamente e individualmente en la declaración de protección patrimonial:
| Código  | Nombre                                                                              | Lugar                | Año  | Coordenadas                                     |
| ------- | ----------------------------------------------------------------------------------- | -------------------- | ---- | ----------------------------------------------- |
| 378-001 | Torre, techumbre y cimborrio de la catedral de Santa María de Mediavilla            | Teruel               | 1986 | 40°20′37.9″N 1°06′25.9″O / 40.343861, -1.107194 |
| 378-002 | Torre e iglesia de San Pedro                                                        | Teruel               | 1986 | 40°20′33.2″N 1°06′22.8″O / 40.342556, -1.106333 |
| 378-003 | Torre de la iglesia de San Martín                                                   | Teruel               | 1986 | 40°20′39.0″N 1°06′33.4″O / 40.344167, -1.109278 |
| 378-004 | Torre de la iglesia del Salvador                                                    | Teruel               | 1986 | 40°20′31.1″N 1°06′28.8″O / 40.341972, -1.108000 |
| 378-005 | Ábside, claustro y torre de la Colegiata de Santa María la Mayor                    | Calatayud            | 2001 | 41°21′14.6″N 1°38′42.2″O / 41.354056, -1.645056 |
| 378-006 | Iglesia de la Asunción de Nuestra Señora o de Santa Tecla                           | Cervera de la Cañada | 2001 | 41°25′58.7″N 1°44′08.9″O / 41.432972, -1.735806 |
| 378-007 | Iglesia de Santa María                                                              | Tobed                | 2001 | 41°20′18.6″N 1°24′01.9″O / 41.338500, -1.400528 |
| 378-008 | Restos mudéjares del Palacio de la Aljafería                                        | Zaragoza             | 2001 | 41°39′23.3″N 0°53′48.3″O / 41.656472, -0.896750 |
| 378-009 | Torre e Iglesia de San Pablo Apóstol                                                | Zaragoza             | 2001 | 41°39′21.9″N 0°53′10.0″O / 41.656083, -0.886111 |
| 378-010 | Ábside, parroquieta y cimborrio de la Catedral o Seo de San Salvador en su Epifanía | Zaragoza             | 2001 | 41°39′16.9″N 0°52′32.0″O / 41.654694, -0.875556 |

## Monumentos mudéjares de Aragón no incluidos expresamente en la declaración de Patrimonio de la Humanidad

### Provincia de Teruel
- Albalate del Arzobispo: torre de la iglesia de la Asunción de Nuestra Señora y campanario y suelo de la capilla del Castillo-Palacio Arzobispal.
- Báguena: torre de la iglesia de Santa María.
- Burbáguena: torre de la iglesia de Nuestra Señora los Ángeles o de la Asunción de Nuestra Señora.
- Camarillas: torre del santuario de la Virgen del Campo.
- Godos: torre de la iglesia de Santa Elena.
- Híjar: iglesia de Santa María la Mayor.
- Jabaloyas: Ermita de la Virgen de los Dolores.
- Montalbán: Iglesia del Apóstol Santiago.
- Muniesa: torre de la iglesia de la Asunción de Nuestra Señora ().
- Navarrete del Río: Torre de la iglesia de la Asunción de Nuestra Señora ().
- Olalla: torre de la iglesia antigua de Olalla.
- Peñarroya de Tastavins: Ermita de la Virgen la Fuente.
- Peralejos: torre de la iglesia de San Bartolomé Apóstol ().
- San Martín del Río: torre de la iglesia de San Martín.
- Teruel:torre de la iglesia de la Virgen de la Merced.

Ejemplos mudéjares en Teruel
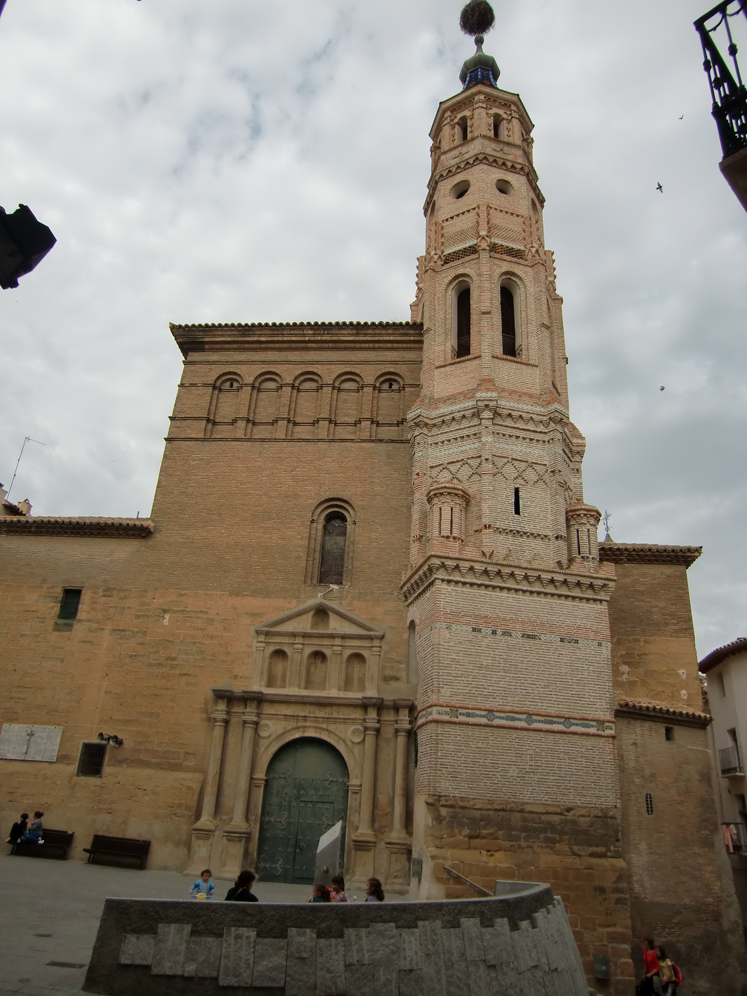
Torre de iglesia de la Asunción de Nuestra Señora (Albalate del Arzobispo)
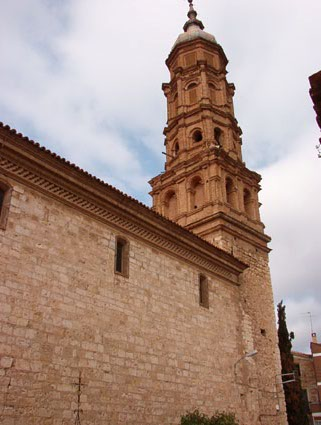
Torre de la iglesia de Nuestra Señora los Ángeles o de la Asunción de Nuestra Señora.(Burbáguena)
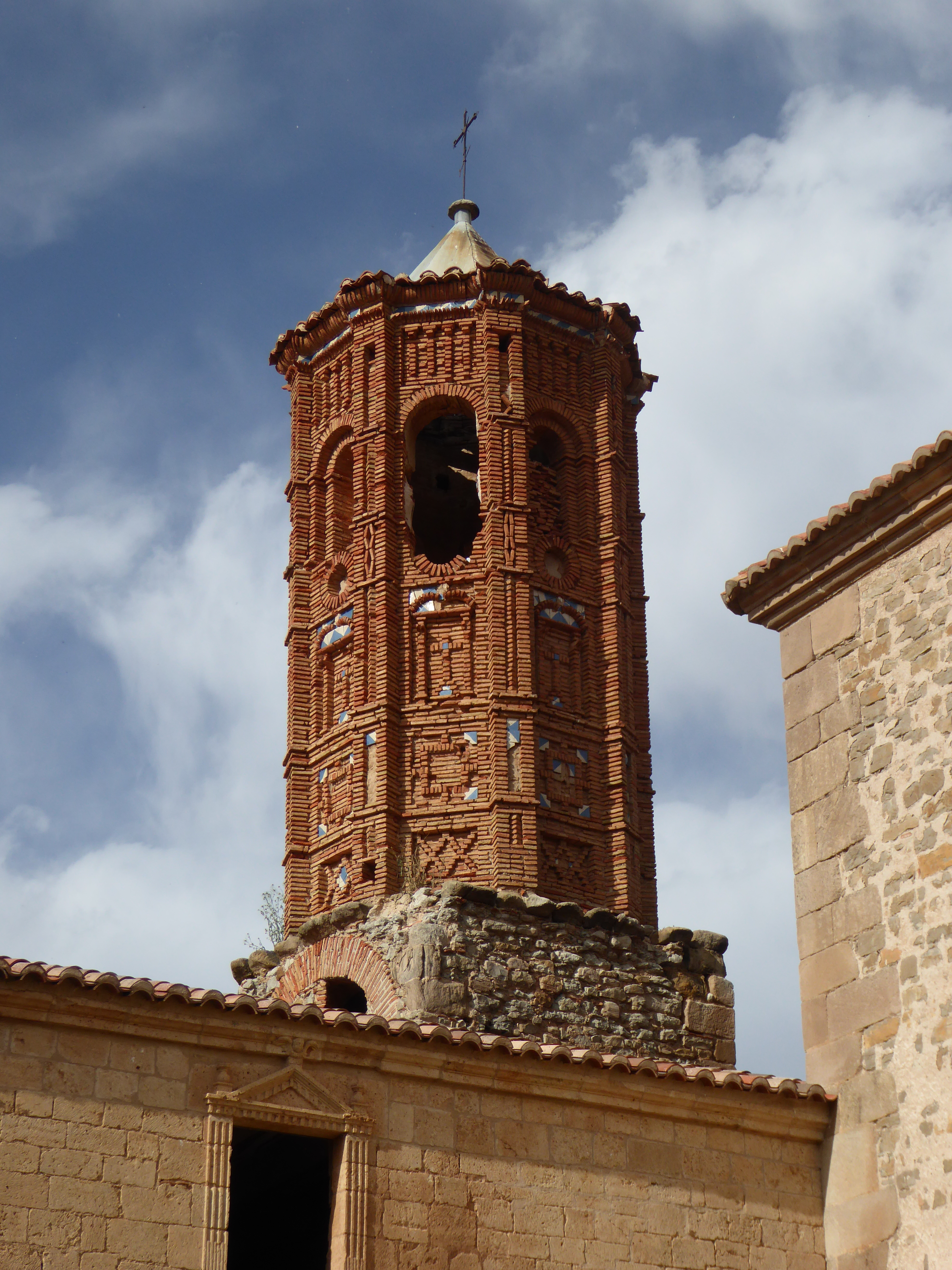
Torre del santuario de la Virgen del Campo (Camarillas)
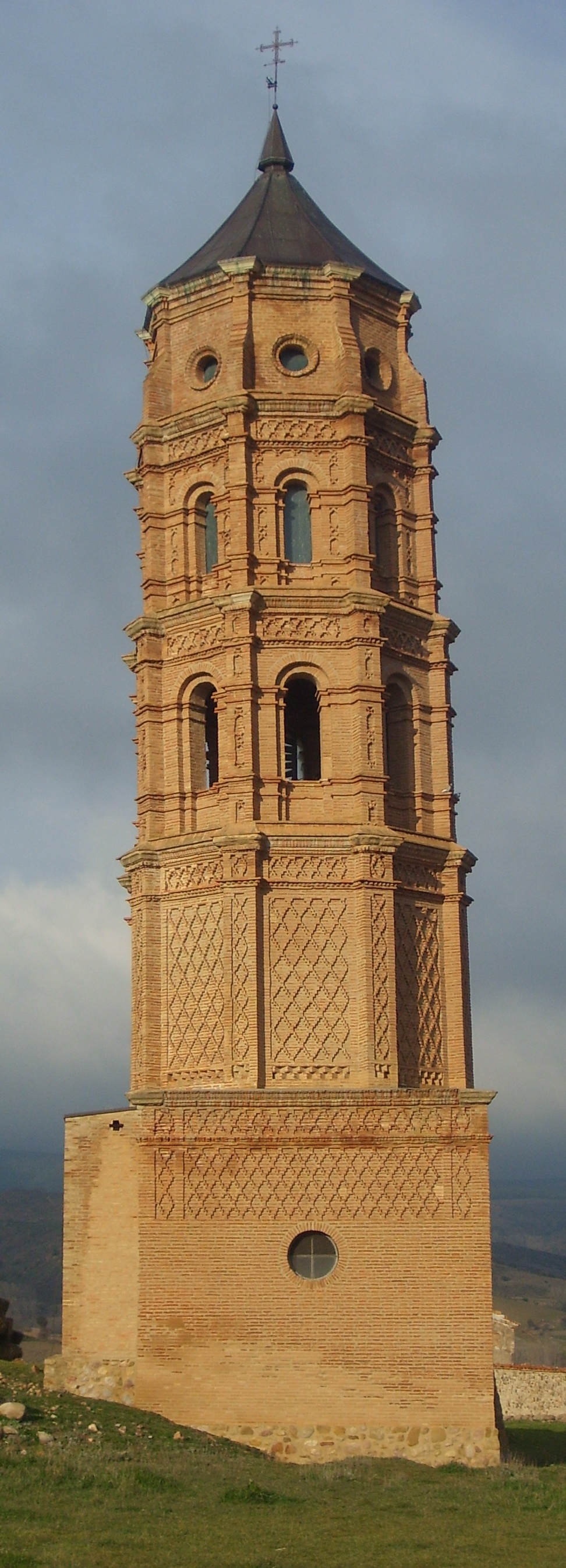
Torre de la iglesia antigua de Olalla
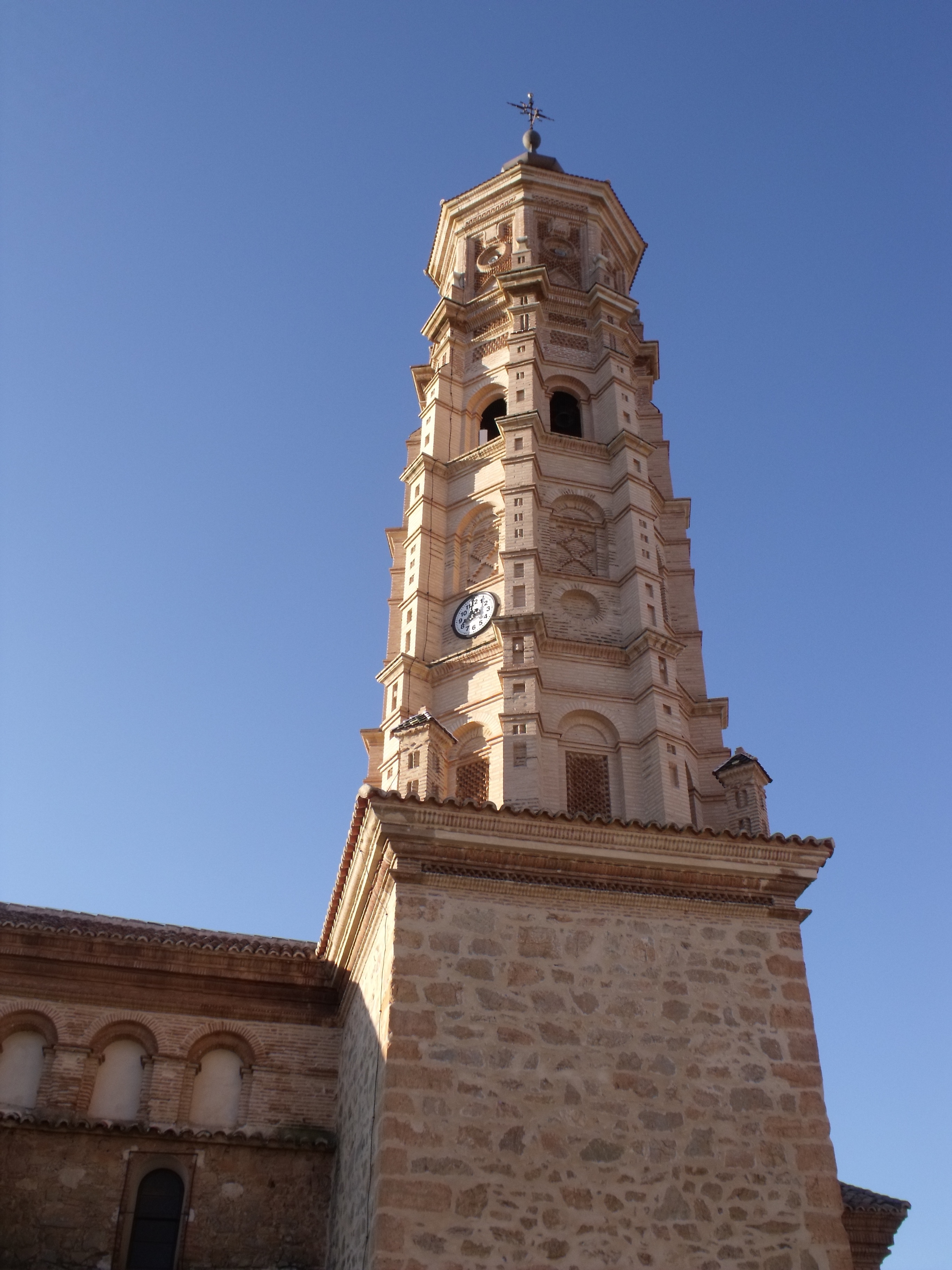
Iglesia de San Martín (San Martín del Río)

### Provincia de Zaragoza
- Alagón: Iglesia de San Pedro Apóstol.
- Alfajarín: Iglesia de San Miguel Arcángel.
- Alberite de San Juan: Ábside de la iglesia de la Asunción de Nuestra Señora.
- Alhama de Aragón: Torre de la iglesia de la Natividad de Nuestra Señora.
- La Almunia de Doña Godina: Torre de la iglesia de la Asunción de Nuestra Señora.
- Ambel: iglesia de San Miguel Arcángel, palacio de la Orden de San Juan de Jerusalén y torre y portada izquierda del crucero de la iglesia de Nuestra Señora del Rosario
- Iglesia de Nuestra Señora del Castillo (Aniñón).
- Ateca: Iglesia de Santa María, Torre de Santa María y Torre del Reloj
- Iglesia de Nuestra Señora de la Piedad (Azuara).
- Belchite: Ruinas de la iglesia de San Martín de Tours, Ruinas de la torre del Reloj y Torre del santuario de la Virgen del Pueyo
- Belmonte de Gracián: Torre, ábside y yeserías de la iglesia de San Miguel Arcángel y Torre de la ermita de la Virgen del Castillo.
- Borja; Torre del Reloj, ábside y claustro de la Colegiata de Santa María, Iglesia de San Miguel,  Casa de la Estanca y Ermita de San Jorge.
- Calatayud: Iglesia de San Pedro de los Francos, Iglesia de San Andrés y Real Basílica-Colegiata del Santo Sepulcro.
- Daroca: Torre de la colegiata de Santa María de los Sagrados Corporales, Iglesia de San Miguel o de San Valero, Iglesia de San Juan Bautista o de la Cuesta,  Torre de la iglesia de Santo Domingo y Palacio de los Luna.
- Fuentes de Ebro: Iglesia de San Miguel Arcángel.
- Herrera de los Navarros: Iglesia de San Juan Bautista.
- Illueca: Casa-palacio de los Luna e Iglesia de San Juan Bautista.
- Leciñena: Torre de la iglesia de Nuestra Señora de la Asunción.
- Longares: Torre de la iglesia de Nuestra Señora de la Asunción.
- Magallón: Iglesia de Santa María de la Huerta.
- Iglesia de Santa Ana (Mainar).
- Maluenda: Iglesia de Santa María, Iglesia de Santa Justa y Santa Rufina, Iglesia de San Miguel y  Torre del Palomar.
- Mesones de Isuela: Torre de la iglesia de la Asunción de Nuestra Señora y Techumbre de la Ermita de Nuestra Señora de los Ángeles.
- Morata de Jiloca: Iglesia de San Martín de Tours.
- Moyuela: Torre de la iglesia de Nuestra Señora de la Piedad.
- Mozota: Iglesia de Santa María Magdalena.
- Paniza: Iglesia de Nuestra Señora de los Ángeles.
- Peñaflor de Gállego: Torre de la iglesia de Nuestra Señora de los Ángeles.
- La Puebla de Alfindén: Iglesia de la Asunción de Nuestra Señora.
- Ricla: Iglesia de la Asunción de Nuestra Señora.
- Romanos: Torre de la iglesia de San Pedro Apóstol.
- Sabiñán: Torre de la Iglesia de San Pedro Apóstol (Sabiñán) e Iglesia de San Miguel o de la Señoría.
- San Mateo de Gállego: Iglesia de San Mateo Apóstol.
- Sástago: Torre e iglesia del Monasterio de Rueda.
- Tarazona: Claustro, exterior del cimborrio, galería norte de aireación de la nave principal y tramo medio de la torre de la Seo de Nuestra Señora de la Huerta, Torre de la Iglesia de Santa María Magdalena, Torre y antepecho del coro del Convento de Nuestra Señora de la Concepción e Iglesia del convento de Carmelitas Descalzas de Santa Ana.
- Tauste: Iglesia de Santa María e Iglesia de San Antonio Abad o San Antón.
- Terrer: Torre y ábside de la iglesia de la Asunción de Nuestra Señora.
- Torralba de Ribota: Iglesia de San Félix.
- Torrellas: Torre e interior de la iglesia de San Martín de Tours.
- Utebo: Torre de los Espejos e iglesia de la Asunción de Nuestra Señora.
- Velilla de Jiloca: Iglesia de San Juan Bautista.
- Villamayor de Gállego Torre de la iglesia de la Asunción de Nuestra Señora.
- Villanueva de Jalón: La Torre de la Iglesia de Santa María de la Huerta.
- Villar de los Navarros: Iglesia de San Pedro Apóstol.
- Zaragoza: Iglesias de  Santa María Magdalena, San Miguel de los Navarros, San Gil Abad, Monasterio de la Resurrección o del Santo Sepulcro, yeserías de la cúpula y las techumbres de la iglesia de Santiago el Mayor, cúpula, bóvedas y arcos de la iglesia de Santa Teresa o de las Fecetas, Casa de Miguel Donlope —sede de la Real Maestranza de Caballería de Zaragoza—, Casa-palacio de la calle de las Armas, 32, Alfarje del palacio de los Condes de Sobradiel o de Gabarda —sede del Ilustre Colegio Notarial de Aragón—, Alfarje del bar Malabares, Torre de la iglesia de San Miguel Arcángel en Monzalbarba.
- Zuera: Ábside y muros perimetrales de la iglesia de San Pedro Apóstol.

Ejemplos mudéjares en Zaragoza
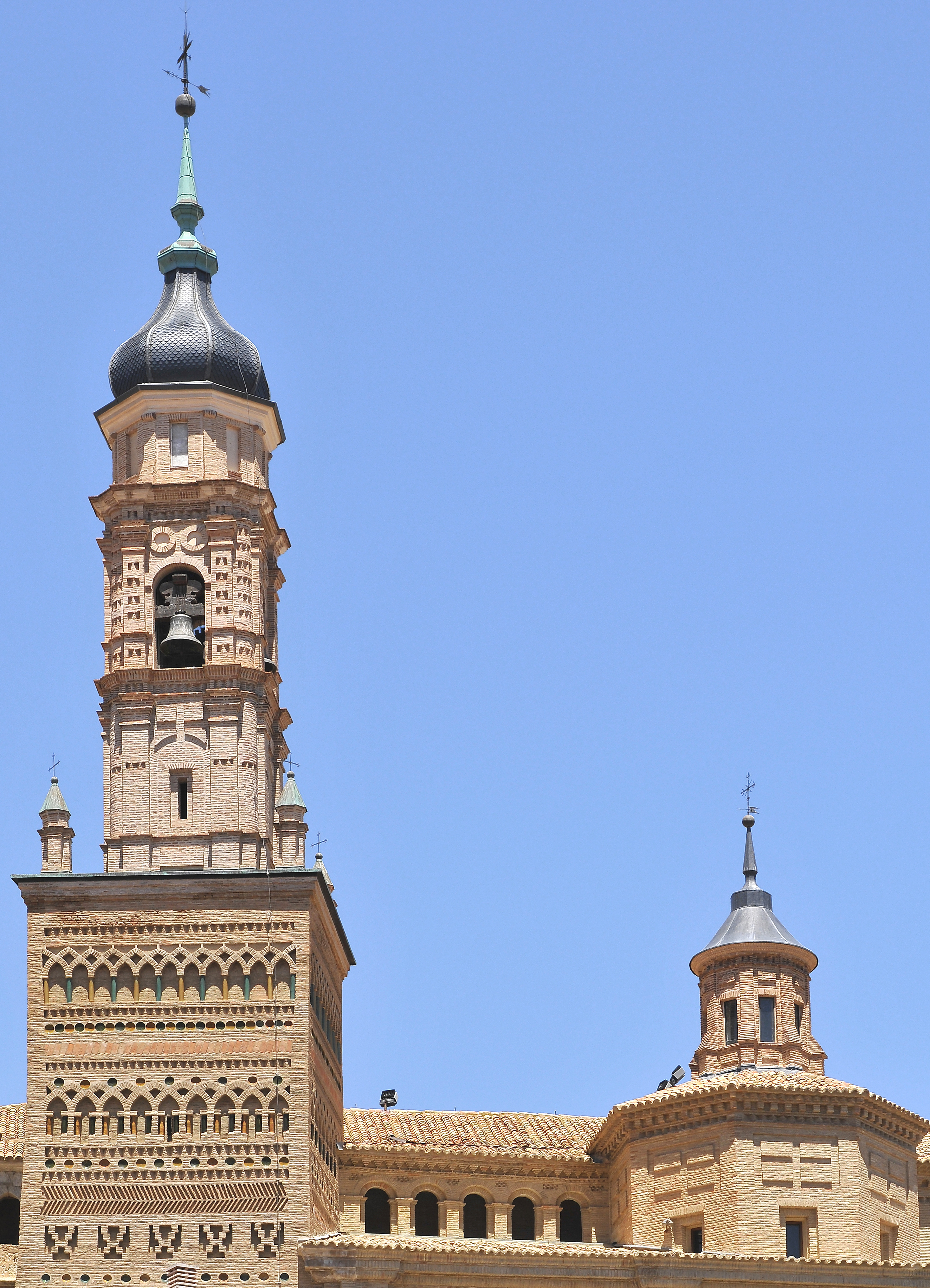
Torre de la Iglesia de Santa María (Ateca)
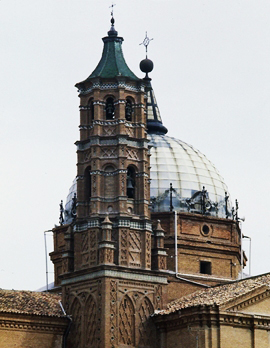
Torre de la iglesia de la Asunción de Nuestra Señora en La Almunia de Doña Godina
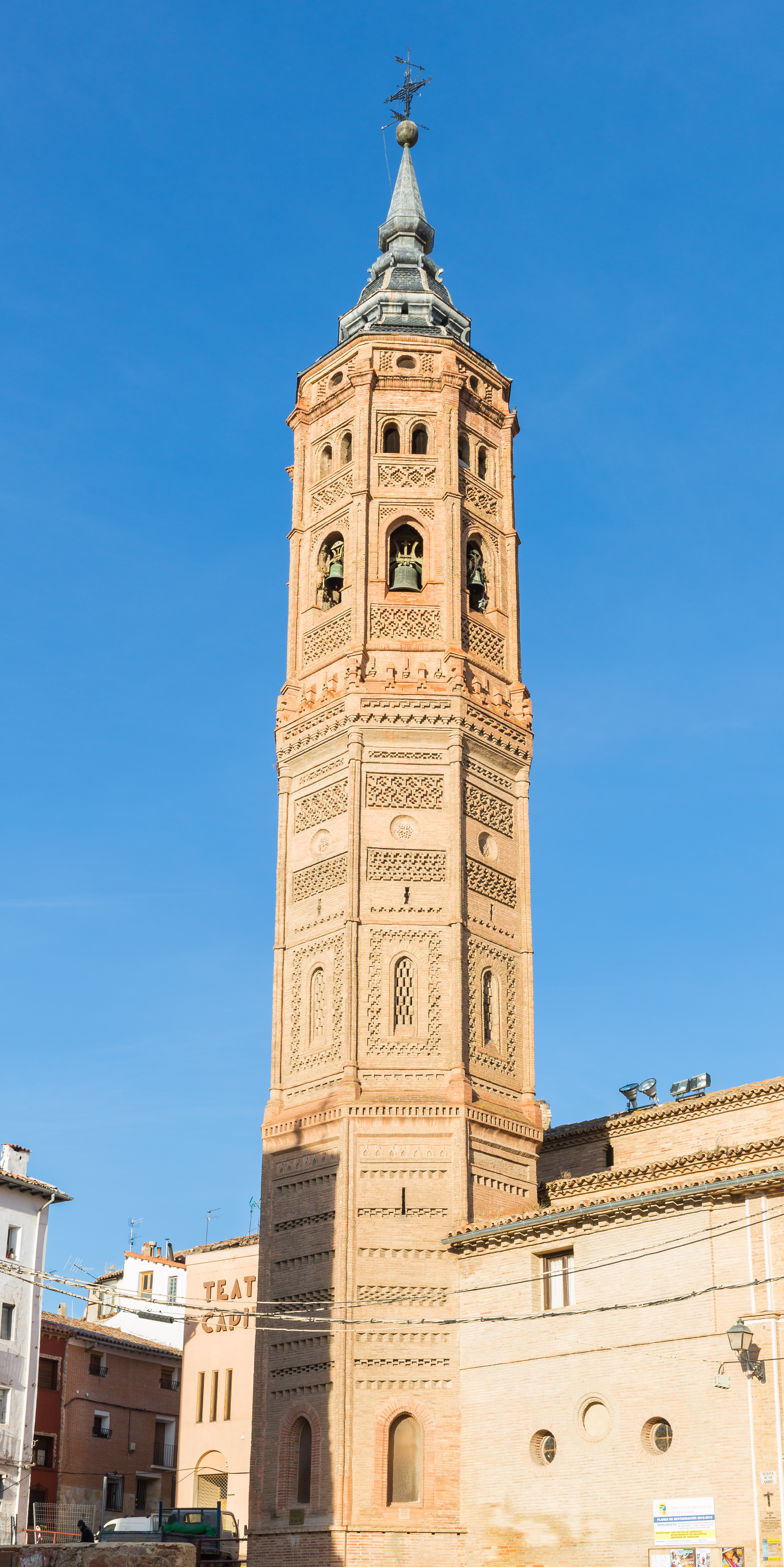
Iglesia de San Andrés de Calatayud
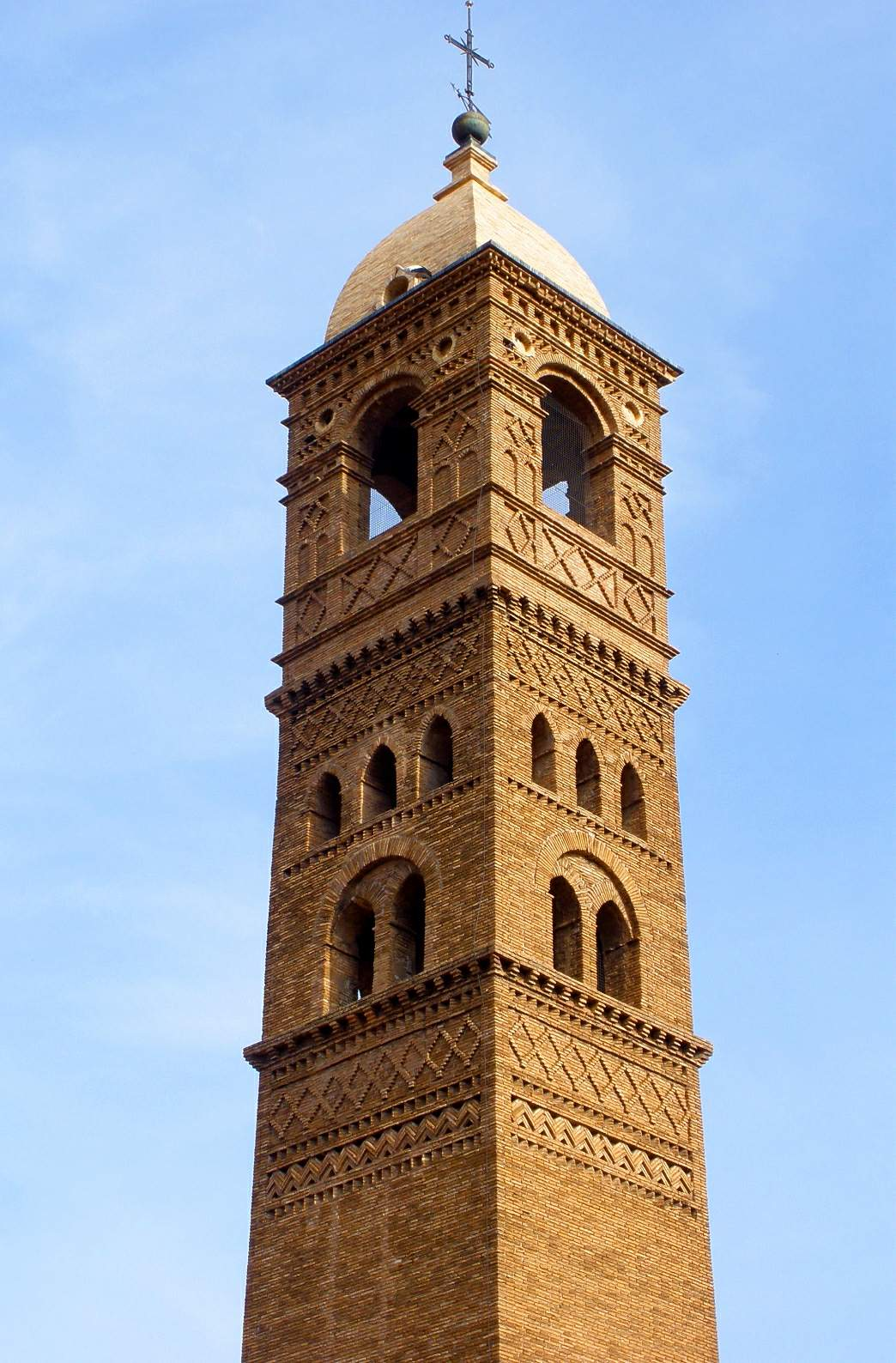
Torre de la Iglesia de Santa María Magdalena (Tarazona)
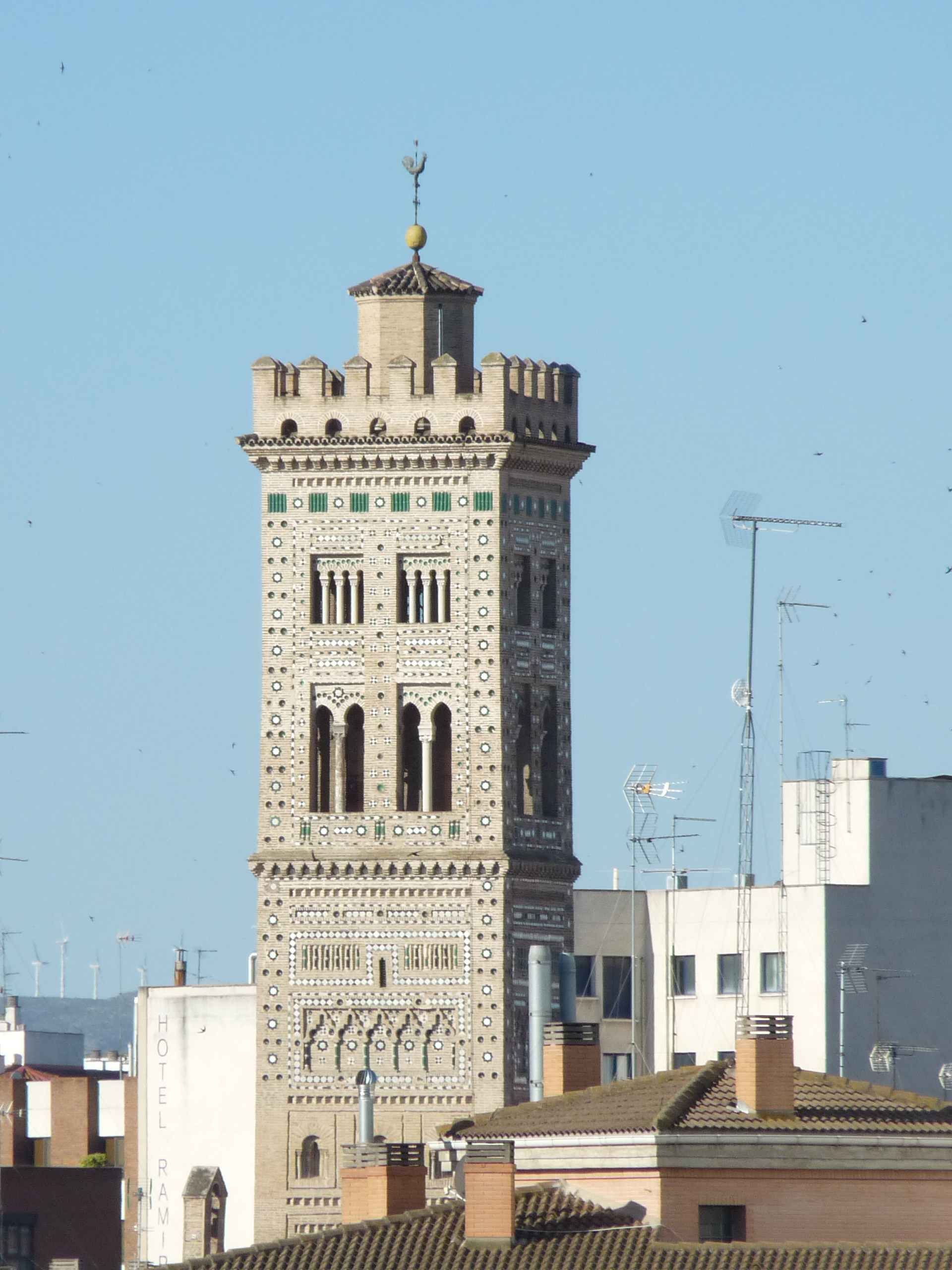
Torre de la iglesia de Santa María Magdalena (Zaragoza)
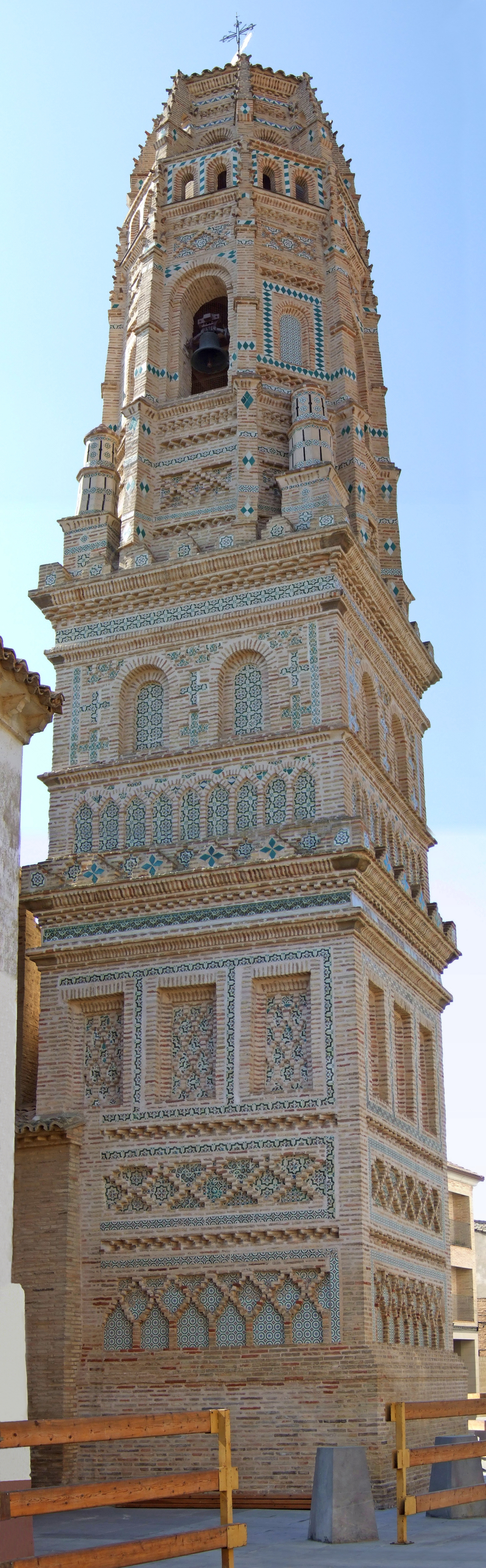
Torre de la Iglesia de Nuestra Señora de la Asunción (Utebo)

### Provincia de Huesca
- Torre de la iglesia de Santa Ana (Alcubierre).
- Alfarje del salón de "Tanto Monta" del Palacio Episcopal Viejo (Huesca).
- Alfarje de la iglesia de Castro (La Puebla de Castro).
- Torre de la iglesia de San Martín Obispo (Nueno).
- Torre de la iglesia de San Miguel Arcángel (Montmesa).
- Iglesia de San Pedro ad Víncula (Torralba de Aragón).